# Ferydoon Zandi
Ferydoon Zandi (per. فريدون زندى; ur. 26 kwietnia 1979 w Emden) – irański piłkarz występujący na pozycji pomocnika. Zandi urodził się w Niemczech, lecz z racji tego, że jego ojciec jest Irańczykiem, występował dla reprezentacji Iranu.